# Frans Verbeeck (wielrenner)

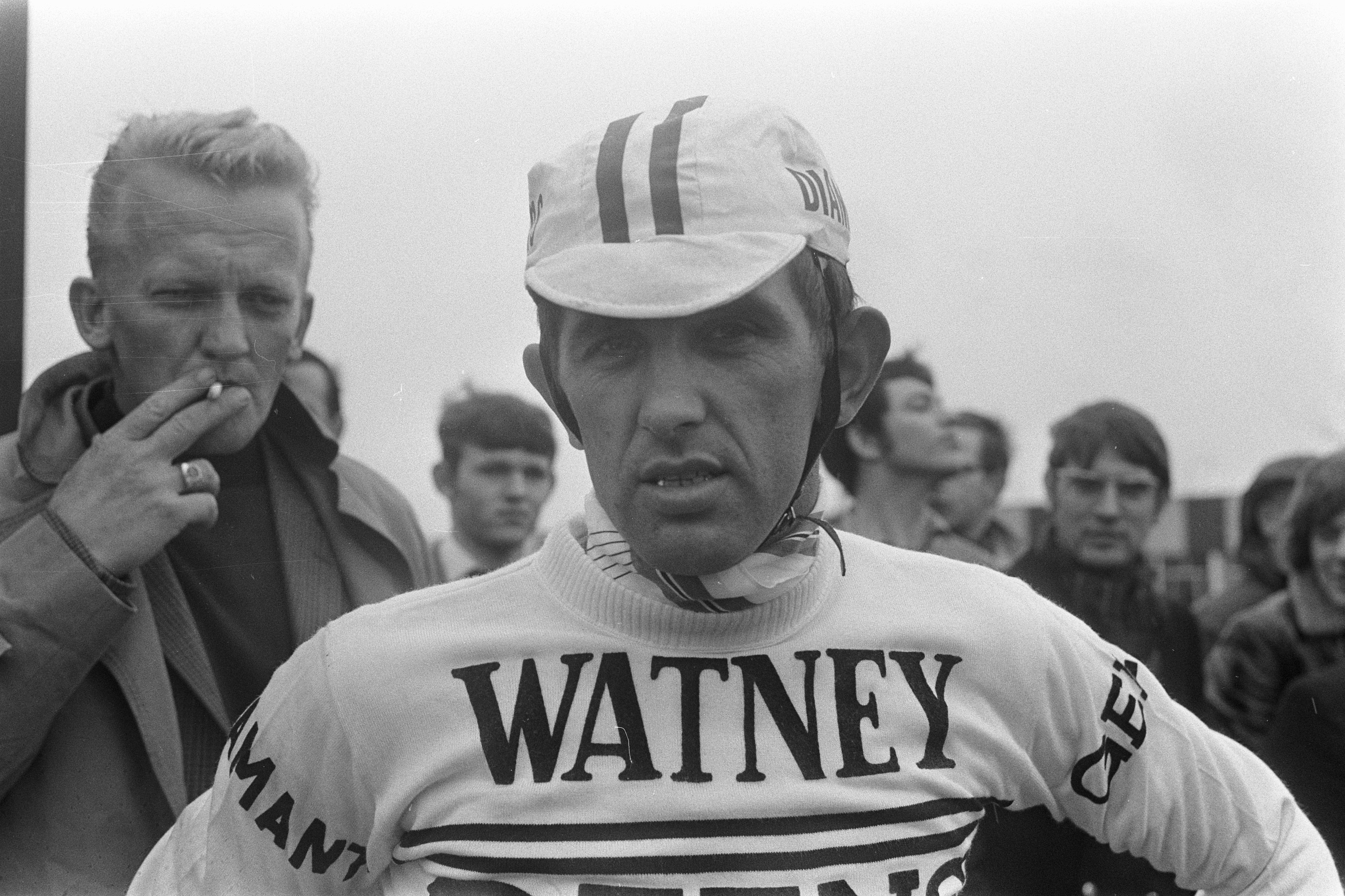
Frans Verbeeck, Amstel Gold Race 1970

Frans Verbeeck (Langdorp, 13 juni 1941) is een voormalig Belgisch wielrenner. Verbeeck was in de grote klassiekers geen veelwinnaar, aangezien hij vaak het onderspit moest delven tegen Eddy Merckx en Roger De Vlaeminck die in dezelfde periode actief waren.
Toch haalde Verbeeck in de klassiekers en semi-klassiekers in het voorjaar (met name Milaan-San Remo, Gent-Wevelgem, Ronde van Vlaanderen, Parijs-Roubaix, Amstel Gold Race, Waalse Pijl en Luik-Bastenaken-Luik) 17 keer het podium in de jaren zeventig. Enkel Merckx en De Vlaeminck deden in die periode beter.
Na zijn sportieve carrière werd hij zaakvoerder van Vermarc, een bedrijf dat sportkledij produceert. Zijn zoon Marc heeft later de leiding daarvan overgenomen.

## Belangrijkste overwinningen
1969
- GP Jef Scherens

1970
- Omloop van de Fruitstreek
- 2e etappe Ronde van de Oise
- Eindklassement Ronde van de Oise
- 1e etappe Ronde van Luxemburg
- Omloop Het Volk
- 1e etappe deel a Ronde van België
- GP Jef Scherens
- Flèche Hesbignonne-Cras Avernas
- GP Zele

1971
- Leeuwse Pijl
- 1e etappe Vierdaagse van Duinkerke
- 5e etappe Vierdaagse van Duinkerke
- 1e etappe Ronde van Luxemburg
- 3e etappe Ronde van Luxemburg
- 4e etappe Ronde van Luxemburg
- 5e etappe Ronde van Luxemburg
- Amstel Gold Race
- GP Jef Scherens

1972
- 2e etappe Dauphiné Libéré
- GP Frans Verbeeck
- Leeuwse Pijl
- Omloop Het Volk
- 3e etappe Ronde van België
- 5e etappe deel A Ronde van België
- Ronde van de Haut-Var

1973
- 1e etappe Critérium du Dauphiné Libéré
- Belgisch kampioen op de weg, Elite
- 2e etappe Vierdaagse van Duinkerke
- 4e etappe Tirreno-Adriatico
- Driedaagse van West-Vlaanderen

1974
- GP Frans Verbeeck
- 3e etappe Ronde van Luxemburg
- Waalse Pijl
- Proloog Ronde van België
- GP van Wallonië

1975
- E3 Prijs Vlaanderen
- GP Frans Verbeeck
- Proloog deel A Ronde van Nederland
- Proloog Ronde van Luxemburg
- Eindklassement Ronde van Luxemburg

1976
- GP Frans Verbeeck
- 1e etappe Ronde van Luxemburg
- 2e etappe Ronde van Luxemburg
- Eindklassement Ronde van Luxemburg
- 3e etappe Ronde van de Middellandse Zee
- GP Jef Scherens
- Ronde van de Haut-Var
- Scheldeprijs

1977
- Brabantse Pijl
- Druivenkoers Overijse

## Resultaten in voornaamste wedstrijden
| Jaar | Ronde van Italië | Ronde van Frankrijk | Ronde van Spanje |
| ---- | ---------------- | ------------------- | ---------------- |
| 1964 |                  | opgave              |                  |
| 1965 |                  |                     | 15e              |
| 1966 |                  |                     |                  |
| 1968 |                  |                     |                  |
| 1969 |                  |                     |                  |
| 1970 |                  |                     |                  |
| 1971 |                  |                     |                  |
| 1972 |                  | 16e                 |                  |
| 1973 |                  | opgave (1)          |                  |
| 1974 |                  |                     |                  |
| 1975 |                  |                     |                  |
| 1976 |                  |                     |                  |
| 1977 |                  |                     |                  |

| Jaar | Milaan-San Remo | Gent-Wevelgem | Ronde van Vlaanderen | Parijs-Roubaix | Amstel Gold Race | Luik-Bast.‑Luik | Ronde van Lombardije | Omloop Het Volk | Rund um den Henninger-Turm | Waalse Pijl |
| ---- | --------------- | ------------- | -------------------- | -------------- | ---------------- | --------------- | -------------------- | --------------- | -------------------------- | ----------- |
| 1964 |                 |               |                      | 15e            |                  | 27e             | 36e                  | 23e             | 10e                        |             |
| 1965 |                 | 23e           |                      | 26e            |                  |                 |                      | 13e             | Zilver                     |             |
| 1966 | 56e             | 16e           | 19e                  |                |                  |                 |                      | 7e              |                            |             |
| 1968 |                 |               |                      |                | 24e              |                 |                      |                 |                            |             |
| 1969 |                 | 24e           | 8e                   |                |                  | 8e              |                      | 10e             |                            | 14e         |
| 1970 | 9e              |               | 4e                   | 6e             | 6e               | ↑               | 13e                  | Goud            | 4e                         | 6e          |
| 1971 | 11e             | 10e           | 16e                  | 14e            | ↑                | ↑               | ↑                    |                 | 13e                        | Zilver      |
| 1972 | 4e              | 5e            | ↑                    |                | 7e               |                 | 4e                   | Goud            |                            |             |
| 1973 | 6e              | Zilver        | 7e                   | 6e             | ↑                | ↑               | 8e                   | 9e              | 10e                        | Brons       |
| 1974 | 8e              | 9e            | ↑                    |                |                  | 10e             | 5e                   | 4e              | Brons                      | ↑           |
| 1975 | 12e             | Zilver        | ↑                    |                |                  | 4e              |                      | 5e              | Zilver                     | ↑           |
| 1976 |                 | Brons         | 9e                   | 10e            | 9e               | ↑               | 7e                   | 8e              | Zilver                     | ↑           |
| 1977 | 15e             | 15e           | 6e                   |                |                  | 7e              |                      | 18e             | Brons                      | 9e          |

## Trivia
In 1975 reed hij mee in de Ronde van Vlaanderen. In het begin van de wedstrijd ontsnapt Eddy Merckx en de enige die kan meeglippen is Frans Verbeeck. Aanvankelijk kan hij nog enkele keren overnemen van Eddy Merckx maar al na enkele kilometers kan hij enkel nog aanklampen. Na op zijn eentje het peloton op minuten te hebben gereden 'gooit' Eddy Merckx vlak voor het einde uiteindelijk ook Frans Verbeeck los en wint afgescheiden de ronde. Na op het podium te zijn 'gedragen' verklaart hij over Merckx tegen interviewer Fred De Bruyne:
"Het is ongelooflijk Fred hoe dat 'ie rijdt. Ge kunt dat niet zeggen. Goh, ik heb formidabel afgezien. Ge moe 't zeggen gelijk het is hè... Hij rijdt vijf per uur te snel voor ons. Ik weet niet wat dat is. Hij rijdt eens zo rap als verleden jaar nog. "
In midden in het seizoen 1966 onderbrak hij zijn profloopbaan na een dispuut over verloning bij zijn ploeg en werd hij melkverkoper. Hij keerde pas in 1968 terug als een actieve profwielrenner.
Wielerploegen van Frans Verbeeck
David ·
De Bal ·
De Gendt ·
Delcroix ·
Godefroot ·
Govaerts ·
E. Gysemans ·
J. Gysemans ·
Jacobs ·
Laurens ·
Naegels ·
Opdebeeck ·
L. Peeters ·
W. Peeters ·
Pevenage ·
Renier ·
Schepmans ·
Stevens ·
Van Damme ·
Van De Vijver ·
Van der Stappen ·
Van Sweevelt ·
Verbeeck ·
Verstraeten ·
Vögele ·
Wright
De Bal ·
De Gendt ·
Delcroix ·
Didier ·
Godefroot ·
E. Gysemans ·
J. Gysemans ·
Hoste ·
Jacobs ·
Laurens ·
Leman ·
L. Peeters ·
W. Peeters ·
Pevenage ·
Renier ·
Van Damme ·
Van Roosbroeck ·
Van Schil ·
Vanspringel ·
Van Sweevelt ·
Verbeeck ·
Verlinden ·
Verstraeten ·
Wayenberg